# Comté de Newberry
Pour les articles homonymes, voir Newberry.
Le comté de Newberry est l’un des 46 comtés de l’État de Caroline du Sud, aux États-Unis. Il a été fondé en 1785. Son siège est la ville de Newberry. Selon le recensement de 2010, la population du comté est de 37 508 habitants.

## Géographie
Le comté a une superficie de 1 676 km², dont 1 634 km² de terre ferme. 

## Démographie
| 1790  | 1800   | 1810   | 1820   | 1830   | 1840   |
| ----- | ------ | ------ | ------ | ------ | ------ |
| 9 342 | 12 006 | 13 964 | 16 104 | 17 441 | 18 350 |

| 1850   | 1860   | 1870   | 1880   | 1890   | 1900   |
| ------ | ------ | ------ | ------ | ------ | ------ |
| 20 143 | 20 879 | 20 775 | 26 497 | 26 434 | 30 182 |

| 1910   | 1920   | 1930   | 1940   | 1950   | 1960   |
| ------ | ------ | ------ | ------ | ------ | ------ |
| 34 586 | 35 552 | 34 681 | 33 577 | 31 771 | 29 416 |

| 1970   | 1980   | 1990   | 2000   | 2010   | - |
| ------ | ------ | ------ | ------ | ------ | - |
| 29 273 | 31 242 | 33 172 | 36 108 | 37 508 | - |